# NGC 5760
NGC 5760 (другие обозначения — UGC 9531, MCG 3-38-15, ZWG 105.28, IRAS14453+1841, PGC 52833) — спиральная галактика (Sa) в созвездии Волопас.
Этот объект входит в число перечисленных в оригинальной редакции «Нового общего каталога».